# Lucha de Lancashire

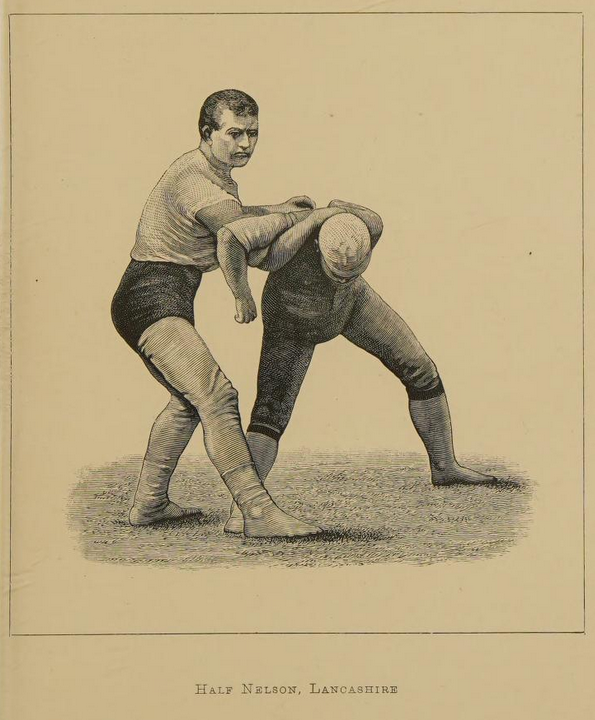
Ilustración de una técnica half Nelson.

La Lucha de Lancashire es un estilo de lucha tradicional e histórico de Lancashire (Lancaster) en Inglaterra. Muchos la consideran el origen del Catch wrestling, de la lucha libre profesional y de la Lucha Libre Olímpica o deportiva.
Este estilo incluía lucha en el suelo y tenía reputación de ser un deporte extremadamente feroz y violento. Sin embargo, las fuentes demuestran que había algunas reglas que intentaban salvaguardar a los luchadores de lesión seria: por ejemplo la prohibición de romper los huesos de los rivales.
En los condados del norte, las luchas deCumberland y Westmorland se desarrollaron con el diseño de las reglas para reducir al mínimo las lesiones de los participantes.